# KO-TANG
KO-TANG(コータング、1985年1月17日)は、プロダンサー。本名、伊藤恒太。秋田県五城目町出身。実家は滑多羅温泉(なめたらおんせん)。令和2年4月15日より五城目町観光PR大使に任命。

## 略歴
秋田県五城目第一中学校、秋田経済法科大学附属高校(現明桜高校)、秋田経済法科大学(現ノースアジア大学)法学部卒業。
中学生の頃、TVで岡村隆史に影響を受けダンスに目覚める。その後独学でダンスを始める。
高校生になり、数々のダンスバトルイベントやコンテストで優勝。
秋田の時代にはダンスチームBLOOMを結成し様々なコンテストで優勝。
その後SLAAAMとして東北を中心にゲストショーなどで活躍。その他
大学のサークル作りイベントの主宰にボランティア、ラジオ出演など精力的に活動。
大学の卒業と共に上京。THE TEAMを結成。現在五城目町観光PR大使に任命。

## ダンスチーム
THE TEAM、6SENCE、PLAYERS INC、SEW MESSENGER

## 経歴
- 嵐　'Turning Up' PV、バックダンサー(2019)
- HIKAKIN&SEIKIN '今' Mステ(2018)
- 嵐「find the answer」メインダンサーPV.TV(2018)
- 東方神起ダンサー　SMタウンat東京ドーム　ユノsolo(2017)
- KAT-TUNダンサー「Don't you ever stop」
- 絢香「三日月」バックダンサー
- SLOW-PV.バックダンサー
- Crystal Kay「Flash」PVダンサー
- ATUSHI+AI「SO SPECIAL」Mステ出演
- GIRL NEXT DOOR「FREEDOM」PVバックダンサー
- DJ KAORI withインリンー東北ツアー参加
- ジェロ振付サポート
- YEN(韓国)ー振付
- SINGー振付
- ailles「tonight」振付(企画)
- ailles「weekend」振付(企画)
- ailles ft.柴田知美「決戦は金曜日」振付、PV参加
- RAIN(韓国)ツアー振付参加
- マイケルジャクソン追悼イベントat幕張メッセ-マイケル役出演
- SMAPバックダンサー　smap×smap
- sweep専属ダンサー
- ALEXXX専属ダンサーツアー総合振付
- ALEXXX「let's party」振付
- ALEXXX「kira⭐︎kira」振付
- ALEXXX「barazonbombom」振付
- ALEXXX「magic in the sky」振付
- WHITE JAM「ダイナミックサマー」
- 映画「スバル」出演
- 映画「レッドカーペット」出演
- 27時間TV 中居正広バックダンス(2011)
- FNS歌謡祭　TMレボリューションバックダンス(2011)
- SONY MUSIC DANCE Contentー優勝
- ADFー初代チャンピオン
- 仙台FREE STYLE SoloBATTLE大会ー優勝
- 山形FREE STYLE SoloBATTLE大会ー優勝
- 天下一舞道会vol3ー優勝(ソロバトル)
- Dance@Live HIPHOP SIDEー準優勝(2007)
- Dance@Live SpecialPARKー優勝(2007)
- 「MASTER GRADE」フリースタイルソロバトルvol3ー優勝
- ADFコンテスト審査員・ハドソンCAP秋田予選審査員・MASTER GRADE vol4審査員(2007)
- 東京バレエアカデミー「くるみ割り人形」ムーア人役

## TV出演
- smap×smap
- めちゃめちゃイケてる
- HEYHEYHEY
- MUSIC STATION
- 音楽の力
- music fair
- FNS歌謡祭
- 音楽の祭典
- 24時間TV
- 27時間TV